# Glacera Tête Rousse

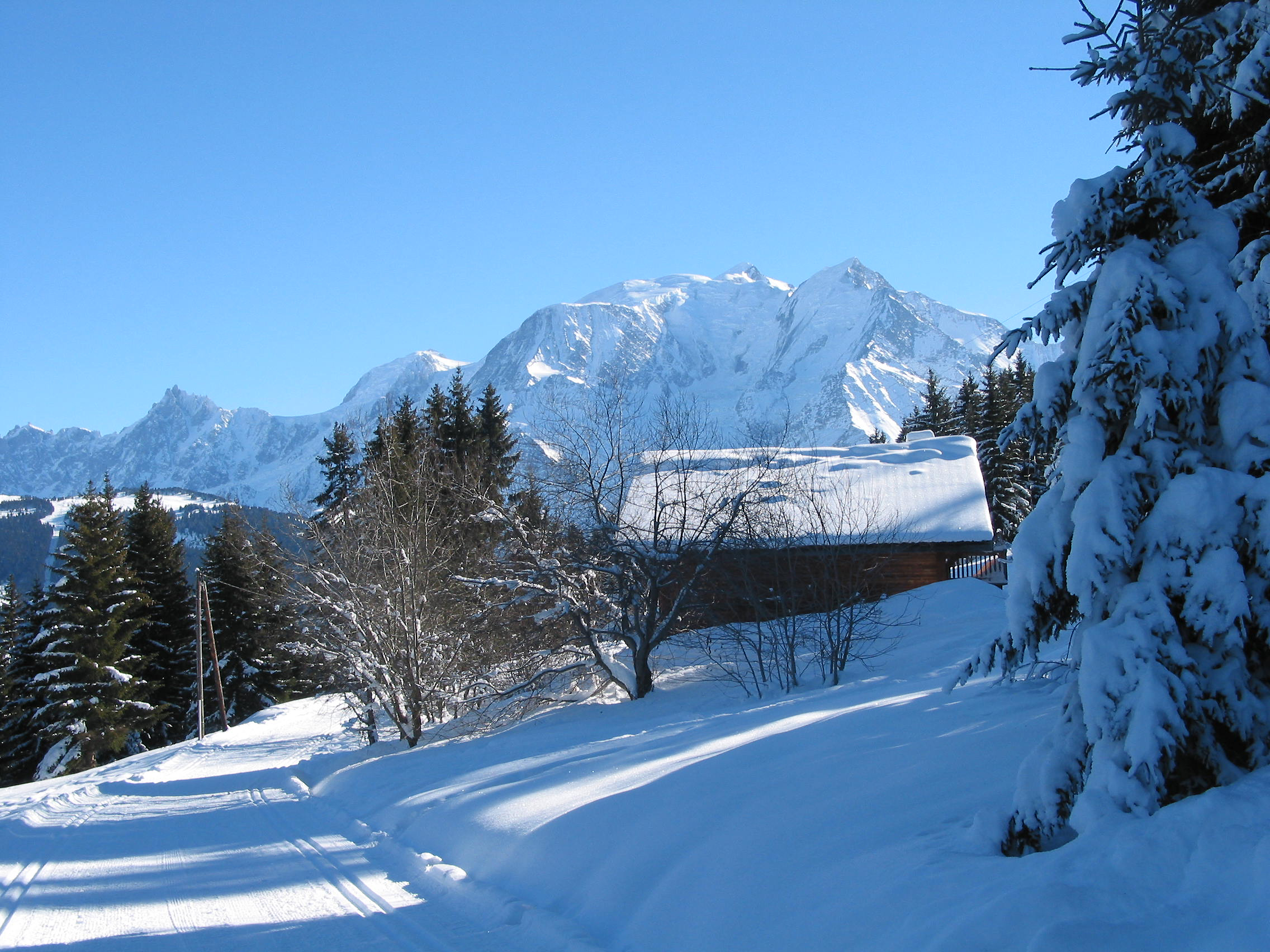
Saint-Gervais i el Mont Blanc

La glacera Tête Rousse es troba als Alps francesos prop del Mont Blanc al municipi de Saint-Gervais-les-Bains. La llengua terminal de la glacera és a 3.150 m d'altitud. L'alliberament de l'aigua del llac subterrani que hi ha sota d'aquesta glacera amenaça d'inundar el poble.
El 12 de juliol de 1892 l'aigua que es va escapar del llac subterrani va inundar Saint-Gervais les Bains i va causar 175 morts. A conseqüència d'aquest fet les autoritats franceses van construir una gran canalització subterrània per evitar que un fet així tornés a passar. Segons l'alcalde de la població afectada aquesta canalització no va tenir un adequat manteniment. Els enginyers francesos han començat les operacions per al drenatge i bombament del llac subterrani. S'estima que al llac sota la glacera hi ha 65.000 m³ d'aigua.